# Liedersdorf
Liedersdorf este o comună din landul Saxonia-Anhalt, Germania.